# Southland (série télévisée)
Pour les articles homonymes, voir Southland.
Southland est une série télévisée américaine en 43 épisodes de 42 minutes créée par Ann Biderman. Les sept premiers épisodes de la première saison ont été diffusés entre le 9 avril 2009 et le 21 mai 2009 sur le réseau NBC en simultané au Canada sur CTV. La série a été récupérée par la chaîne TNT et diffusée entre le 10 janvier 2010 et le 17 avril 2013 et au Canada sur Super Channel.
En France, la série est diffusée depuis le 10 janvier 2010 sur la chaîne Orange Cinéchoc puis à partir du 15 janvier 2012 sur Série Club, en Belgique sur la RTBF et au Québec depuis le 5 juin 2010 sur Séries+. À La Réunion, la série est diffusée sur Antenne Réunion. La série se démarquait par son utilisation du schéma actanciel, c’est-à-dire que chaque épisode débutait par la résolution pour en finir par la situation initiale.

## Synopsis
Ben Sherman est une jeune recrue du département de la police de Los Angeles. Pour ses premières patrouilles, il est confié à John Cooper, un officier expérimenté. Rapidement, Ben va comprendre la dangerosité du métier et va se confronter à un monde qui n'est pas celui dépeint par l'académie de police. 

## Distribution

### Acteurs principaux
- Michael Cudlitz (VF : Jérôme Rebbot) : l'officier John Cooper
- Benjamin McKenzie (VF : Sébastien Desjours) : l'officier Ben Sherman
- Shawn Hatosy (VF : Guillaume Lebon) : l'inspecteur Sammy Bryant
- Regina King (VF : Nathalie Bleynie) : l'inspecteur Lydia Adams
- Kevin Alejandro (VF : Pierre Tessier) : l'inspecteur Nate Moretta (saisons 1 à 3)
- Michael McGrady (en) (VF : Michel Papineschi) : l'inspecteur Daniel « Sal » Salinger (saisons 1 à 3)
- Arija Bareikis (VF : Laurence Dourlens) : l'officier Chickie Brown (saisons 1 à 3)
- Tom Everett Scott (VF : Damien Boisseau) : l'inspecteur Russell Clarke (régulier saison 1, récurrent saisons 2 et 3)
- Jenny Gago (en) (VF : Géraldine Asselin) : l'inspecteur Josie Ochoa (saison 3)
- Dorian Missick (en) (VF : Frantz Confiac) : l'inspecteur Ruben Robinson (à partir de la saison 4)
- Lucy Liu (VF : Laëtitia Godès) : l'officier Jessica Tang (saison 4)
- C. Thomas Howell (VF : Serge Faliu) : l'officier Dewey Dudek (récurrent saisons 1 à 4, régulier saison 5)

### Acteurs secondaires
- Emily Bergl (VF : Laurence Sacquet) : Tammi Bryant
- Roxana Brusso (VF : Maïté Monceau) : l'inspecteur Alicia Fernandez
- L. Scott Caldwell (VF : Claudine Grémy) : Enid Adams (saisons 1, 3 à 5)
- Yara Martinez (VF : Marjorie Frantz) : Mariella Moretta (saisons 1 à 3)
- Hedy Burress (en) (VF : Sarah Marot) : Laurie Cooper (saisons 1 à 3)
- Lex Medlin (VF : Régis Reuilhac) : l'inspecteur Kenny 'No-Gun' (saisons 1 et 2)
- Patrick Fischler (VF : Franck Capillery) : l'inspecteur Andy Williams (saisons 1 et 2)
- Annamarie Kenoyer (en) (VF : Kelly Marot) : Kimmy Salinger (saisons 1 et 2)
- Lisa Vidal (VF : Ariane Deviègue) : Mia Sanchez (saisons 1 et 2)
- Alyssa Diaz (VF : Laura Blanc) : Mercedes Moretta (saisons 1 et 2)
- Amaury Nolasco (VF : Laurent Morteau) : l'inspecteur Rene Cordero (saison 2)
- Mario Cortez (VF : Bernard Bollet) : l'officier Munoz (à partir de la saison 2)
- Jamie McShane (VF : Nicolas Marié) : le sergent Hill (à partir de la saison 3)
- Bokeem Woodbine (VF : Pascal Casanova) : l'officier Jones (saisons 3 et 4)
- Carl Lumbly (VF : Jean-Louis Faure) : le capitaine Joel Rucker (saison 4)
- Anthony Ruivivar (VF : David Kruger) : l'officier Hank Lucero (saison 5)
- Lesley Fera (VF : Céline Monsarrat) : le sergent Waters (saison 5)
- Annie Monroe (en) (VF : Karine Foviau) : Brooke Riley (saison 5)
- Gerald McRaney (VF : Gabriel Le Doze) : Hicks (saison 5)
- Javier Nunez (VF : Jonathan Amram) : Cris Herrera (saison 5)
- Chad Michael Murray : l'officier Dave Mendoza (saison 5)

- Version française
  - Société de doublage : TVS[3]
  - Direction artistique : Catherine Brot[3]
  - Adaptation des dialogues : Perrine Dézulier, Philippe Girard, Rémi Jaouen et Romain Hammelburg[3]

Source VF : Doublage Séries Database

## Production
Voici la liste des personnels de production de la série Southland
- Créateur: Ann Biderman

### Producteurs
Andrew Stearn (2009 à 2010).
Jon Paré (2009 à 2013).

### Producteurs exécutifs
Ann Biderman (2009 à 2010).
Christopher Chulack (2009 à 2013).
John Wells (2009 à 2013).
Jonathan Lisco (2012 à 2013).

### Coproducteurs exécutifs
David Graziano (2010 à 2010).
Jonathan Lisco (2011 à 2011).
Andrew Stearn (2011 à 2013).

### Studios de production
John Wells Productions
Warner Bros Television

### Interprétation du générique
Le générique de Southland est interprété par l'artiste musicale portugaise Dulce Pontes. La mélodie du générique est en fait la version instrumentale de l'un de ses plus gros succès: "Canção do Mar". 
Sources production : AnnuSéries

## Développement
Le projet de série policière de John Wells a reçu une commande de pilote en juin 2008, sous le titre LAPD.
Le casting principal débute en août avec Regina King, Kevin Alejandro et Michael McGrady (en), Benjamin McKenzie et Michael Cudlitz, Shawn Hatosy, Tom Everett Scott et Arija Bareikis.
En janvier 2009, après plusieurs négociations, seulement six épisodes (en plus du pilote) ont été commandés pour une diffusion au printemps.
Le 1er mai 2009, la série est renouvelée pour une deuxième saison. En août 2009, Amaury Nolasco décroche un rôle principal pour la deuxième saison, mais a quitté après trois épisodes. Clifton Collins Jr. le remplace le mois suivant, mais ne reste que pour un seul épisode.
Cette deuxième saison devait initialement débuter le 25 septembre mais a été repoussée au 23 octobre. Le 8 octobre, soit deux semaines avant son retour, NBC a officiellement annulé la série à cause de son contenu cru ne convenant pas à la période de diffusion de 21 h, mettant fin au tournage après six épisodes.
Le 2 novembre 2009, la chaîne TNT, populaire pour la série The Closer et étant moins soumise aux contraintes de censure, décide de la sauver en diffusant les sept épisodes de la première saison dès janvier, suivi des six épisodes inédits formant la deuxième saison.
Le 26 avril 2010, la chaîne câblée annonce que la série est de retour pour une troisième saison comprenant dix épisodes, diffusée à l'hiver 2011.
TNT a renouvelé la série pour une quatrième saison de dix épisodes le 22 mars 2011, diffusée à l'hiver 2012.
Le 1er août 2011, Lucy Liu décroche un rôle d'invitée spéciale pour la quatrième saison, puis en octobre, Dorian Missick (en) décroche un rôle principal alors que Lou Diamond Phillips et Marla Gibbs sont invités.
Le 4 mai 2012, la série a été renouvelée pour une cinquième saison de dix épisodes, diffusée à l'hiver 2013.
En novembre 2012, C. Thomas Howell est promu à la distribution principale puis la production invite Chad Michael Murray, Anthony Ruivivar et Annie Monroe (en), Gerald McRaney et Shaquille O'Neal.
Le 10 mai 2013, TNT a annulé la série.

## Épisodes

### Première saison (2009-2010)
1. Incident indéterminé (Unknown Trouble)
2. Abandon d'enfant (Mozambique)
3. Rancœurs (See the Woman)
4. Sally dans la ruelle (Sally in the Alley)
5. Un flingue peut en cacher d'autres (Two Gangs)
6. Les diamants de Bel Air (Westside)
7. Memorial Day (Derailed)

### Deuxième saison (2010)
Elle a été diffusée à partir du 2 mars 2010.
1. Conflits d’intérêts (Phase Three)
2. Triple meurtre (Butch and Sundance)
3. On ne peut pas sauver tout le monde (U-Boat)
4. Retour aux sources (The Runner)
5. Qu'est ce qui fait courir Sammy ? (What Makes Sammy Run?)
6. Déploiement (Maximum Deployment)

### Troisième saison (2011)
Elle a été diffusée à partir du 4 janvier 2011.
1. Hors-La-Loi (Let It Snow)
2. Rien que pour ses yeux (Punching Water)
3. Discrétion (Discretion)
4. Code 4 (Code Four)
5. Le Santa Anna (The Winds)
6. Flic ou pas flic (Cop or Not)
7. Trahison (Sideways)
8. Au fond du trou (Fixing a Hole)
9. Riposte extrême (Failure Drill)
10. Jour d'évaluation (Graduation Day)

### Quatrième saison (2012)
Elle a été diffusée à partir du 17 janvier 2012.
1. Mercredi (Wednesday)
2. Submergé (Underwater)
3. Communautés (Community)
4. Identités (Identity)
5. Héritage (Legacy)
6. Contrôle d'intégrité (Integrity Check)
7. Actes et conséquences (Fallout)
8. L'Œuvre de Dieu (God's Work)
9. Risques (Risk)
10. Jeudi (Thursday)

### Cinquième saison (2013)
Elle a été diffusée à partir du 13 février 2013.
1. Le Grand Cirque (Hats and Bats)
2. Vague de chaleur (Heat)
3. Babel (Babel)
4. Sous le plus grand chapiteau du monde (Under the Big Top)
5. Après le service (Off Duty)
6. De larmes et de sang (Bleed Out)
7. Héros (Heroes)
8. Le Paradoxe de Félix (The Felix Paradox)
9. Chaos (Chaos)
10. Jugement dernier (Reckoning)

## Accueil
Sur Metacritic, la série affiche des scores de critiques positives en hausse d'une saison sur l'autre : 69 %, 77 %, 80 %, 87 % et 86 % respectivement pour les saisons 1 à 5. Sur Rotten Tomatoes les scores sont respectivement de 65 %, 92 %, 75 %, 100 % et 100%. Aux États-Unis la série réalise une audience moyenne de 1,44 million de téléspectateurs par épisode lors de la saison 5.
En France, pour Les Inrocks, « La série brille par sa manière de progresser de cas sociaux en cas sociaux, d’enquêtes en enquêtes, sans jamais offrir de véritable répit au spectateur ni aux personnages. ». Pour Télérama « Southland parvient à nous tenir en haleine en suivant de très près ses personnages, dont les vies intimes, simples et touchantes (problèmes de cœur, enfants, solitude), forment un récit choral. »

## Récompenses
- 2013 : Critics' Choice Television Awards : Meilleur acteur dans un second rôle dans une série dramatique pour Michael Cudlitz